# Фернандиш, Антонио
Антонио Фернандиш (порт. António Fernandes; 18 октября 1962) — португальский шахматист, гроссмейстер (2003).
Многократный чемпион Португалии (1980, 1983—1985, 1989—1992, 1996, 2001, 2006, 2008, 2014—2016, 2018).
В составе сборной Португалии участник 16-и Олимпиад (1980—2006, 2010—2012) и 4-х командных чемпионатов Европы (1989—1992, 1999—2001).

## Изменения рейтинга
| Графики недоступны из-за технических проблем. См. информацию на Фабрикаторе и на mediawiki.org. |